# 10669 Herfordia
10669 Herfordia eller 1977 FN är en asteroid i huvudbältet som upptäcktes den 16 mars 1977 av den tyske astronomen Hans-Emil Schuster vid La Silla-observatoriet. Den är uppkallad efter den tyska staden Herford.
Den tillhör asteroidgruppen Eunomia.